# Виндорф (Мекленбург)
Виндорф (нем. Wiendorf) — община в Германии, в земле Мекленбург-Передняя Померания.
Входит в состав района Бад-Доберан. Подчиняется управлению Шван. Население составляет 787 человек (на 31 декабря 2010 года). Занимает площадь 17,62 км².